# Czechy na Letnich Igrzyskach Olimpijskich 2004
Czechy reprezentowało na XXVIII Letnich Igrzyskach Olimpijskich w Atenach 142 sportowców. Był to 3 start Czechów na letnich igrzyskach olimpijskich od czasu rozpadu Czechosłowacji.

## Zdobyte medale
| Medal  | Zawodnik                                          | Dyscyplina sportowa  | Konkurencja                      |
| ------ | ------------------------------------------------- | -------------------- | -------------------------------- |
| Złoto  | Roman Šebrle                                      | Lekkoatletyka        | dziesięciobój mężczyzn           |
| Srebro | David Kopřiva Tomáš Karas Jakub Hanák David Jirka | Wioślarstwo          | czwórka podwójna mężczyzn        |
| Srebro | Lenka Šmídová                                     | Żeglarstwo           | klasa Europa kobiet              |
| Srebro | Lenka Hyková                                      | Strzelectwo          | pistolet sportowy 25 m kobiet    |
| Brąz   | Jaroslav Bába                                     | Lekkoatletyka        | skok wzwyż mężczyzn              |
| Brąz   | Ondřej Štěpánek Jaroslav Volf                     | Kajakarstwo          | kajakarstwo górskie C-2 mężczyzn |
| Brąz   | Kateřina Kůrková                                  | Strzelectwo          | karabin pneumatyczny 10 m kobiet |
| Brąz   | Libor Capalini                                    | Pięciobój nowoczesny | indywidualnie mężczyzn           |
| Brąz   | Věra Cechlová                                     | Lekkoatletyka        | rzut dyskiem kobiet              |